# Cot Gua Semantung
Cot Gua Semantung är en kulle i Indonesien.   Den ligger i provinsen Aceh, i den västra delen av landet, 1 900 km nordväst om huvudstaden Jakarta. Toppen på Cot Gua Semantung är 231 meter över havet. Cot Gua Semantung ligger på ön Pulau We.
Terrängen runt Cot Gua Semantung är kuperad åt sydväst, men åt nordost är den platt. Havet är nära Cot Gua Semantung åt nordväst. Närmaste större samhälle är Sabang, 6,7 km nordost om Cot Gua Semantung. 